# サム・サリッジ
サム・サリッジ（Sam Surridge, 1998年7月28日 - ）は、イングランド・スラウ出身のサッカー選手。ナッシュビルSC所属。ポジションはフォワード。

## 経歴
14歳でAFCボーンマスのアカデミーに入る 。
2017年8月3日、ヨーヴィル・タウンFCに期限付き移籍した。
2018年7月30日、オールダム・アスレティックFCに期限付き移籍した。
2019年8月6日、スウォンジー・シティAFCに期限付き移籍した。
2021年8月4日、ストーク・シティFCと4年契約を結んだ。
2022年1月31日、ノッティンガム・フォレストFCへ完全移籍。
2023年7月25日、ナッシュビルSCに移籍。